# Климов, Олег Юрьевич
Оле́г Ю́рьевич Кли́мов (род. 27 февраля 1953, г. Яранск, Кировская область) — российский историк, специалист по истории и культуре древнего мира, в особенности по эпохе эллинизма. Доктор исторических наук (2002), профессор Санкт-Петербургского университета и заведующий его кафедрой истории Древней Греции и Рима, прежде проректор Мурманского государственного педагогического университета (1991—2004).

## Биография
Сын мурманского историка Ю. Н. Климова (1919—1992).
Окончил Мурманский государственный педагогический университет (1974) и аспирантуру по кафедре истории Древней Греции и Рима Ленинградского государственного университета (1982), в последнем защитил кандидатскую диссертацию «Полис в системе эллинистического государства (на материалах Пергамского царства)» (1983) и докторскую диссертацию «Пергамское царство: проблемы политической истории и государственного устройства» (2001). В 1974-75 гг. служил в армии, в 1976—1978 гг. на комсомольской работе. С 1978 года в альма-матер (ныне Мурманский арктический государственный университет) прошёл путь от ассистента до проректора (по научной работе в 1991—1992 гг., по экономическим вопросам и международным связям в 1992—2001 гг., по международным связям — с 2001 года), преподавал историю древнего мира и археологию, в 2003—2004 гг. заведующий кафедрой всеобщей истории. В 2004 году перебрался в Санкт-Петербург, с того же года проректор по международной работе Санкт-Петербургского Гуманитарного университета профсоюзов. В 2005-2007 гг. работал проректором Санкт-Петербургской академии постдипломного педагогического образования. С 2007 года профессор кафедры истории древней Греции и Рима исторического факультета СПбГУ, ныне заведующий кафедрой истории Древней Греции и Рима в Институте истории СПбГУ.
Член Российской ассоциации антиковедов.
Участник археологических раскопок.
В период работы проректором МГПИ (МАГУ) прошёл обучение по программе профессиональной переподготовки и получил диплом по специальности "менеджмент" (2000-2001 гг.). В 1996 г. (январь-май) прошёл курс подготовки в CENTEK (International Training and Development Centre at Lulea University) университета г. Лулео, Швеция по программе "Training of Trainers: Management, Marketing, Entrepreneurship". В 1997 г. (апрель-май) прошёл стажировку в США по программе "Управление университетами в США". В 2000 г. прошёл стажировку в Лапландском университете г. Рованиеми, Финляндия в рамках совместного проекта по модернизации системы образования. В 2001 г. (ноябрь-декабрь) прошёл стажировку в США по программе "Open World Program".
В 2007-2018 гг. - председатель Государственной аттестационной комиссии (ГАК) на факультете истории и общественных наук Российского государственного педагогического университета им. А.И. Герцена.
В 2011-2013 гг. - член диссертационного совета по защите кандидатских диссертаций, докторских диссертаций по научным специальностям "Всеобщая история", "Отечественная история", созданного на базе исторического факультета Санкт-Петербургского государственного университета.
В 2013-1015 гг. - член Ученого совета СПбГУ.
В 2014-2015 гг. - председатель научной комиссии Института истории СПбГУ.
В 2016-2018 гг. - председатель диссертационного совета Д 212.232.71 по защите кандидатских диссертаций, докторских диссертаций по научной специальности 07.00.03 -"Всеобщая история (история Древнего мира, история Средних веков, новая и новейшая история)", созданного на базе Санкт-Петербургского государственного университета.
Выступал с отдельными лекциями и докладами в Высшей школе г. Тромсе, Норвегия; в университете г. Тромсё, Норвегия; в университете г. Гронинген, Нидерланды; в университете Мартина Лютера г. Галле, Германия; в университете г. Щецина, Польша; в университете Кипра, г. Никосия, Кипр; в университете г. Хельсинки, Финляндия; в Пекинском университете, Пекин, Китай.
Для научной работы выезжал на стажировки в университет Мартина Лютера г. Галле, Германия, университет г. Гамбурга, Германия, университет г. Хельсинки, Финляндия.
Супруга — Татьяна Климова (Когтева), также выпускница Мурманского государственного педагогического института, двое сыновей  три внука и внучка.
Автор более 130 научных работ, в том числе двух монографий, глав в пяти коллективных монографиях, научных статей. Автор раздела по истории древнего мира в школьном учебнике по всеобщей истории для 10 класса, написанного в соавторстве с В. А. Земляницыным и В. В. Носковым под общей редакцией академика РАН В. С. Мясникова (М., 2010; переизд. М., 2013; М. 2016; М., 2018; М., 2019).